# لاري هاردي (لاعب كرة قاعدة)
لاري هاردي (بالإنجليزية: Larry Hardy)‏ هو لاعب كرة قاعدة أمريكي، ولد في 10 يناير 1948 في باي تاون في الولايات المتحدة.

## وصلات خارجية
- لاري هاردي على موقع دوري كرة القاعدة الرئيسي (الإنجليزية)
- لاري هاردي على موقعبيزبول رفرنس.كوم (الدوري الرئيسي) (الإنجليزية)
- لاري هاردي على موقعبيزبول رفرنس.كوم (الدوري الثانوي) (الإنجليزية)
- لاري هاردي على موقع مشجعي الرسوم البيانية (الإنجليزية)